# Antisemitism

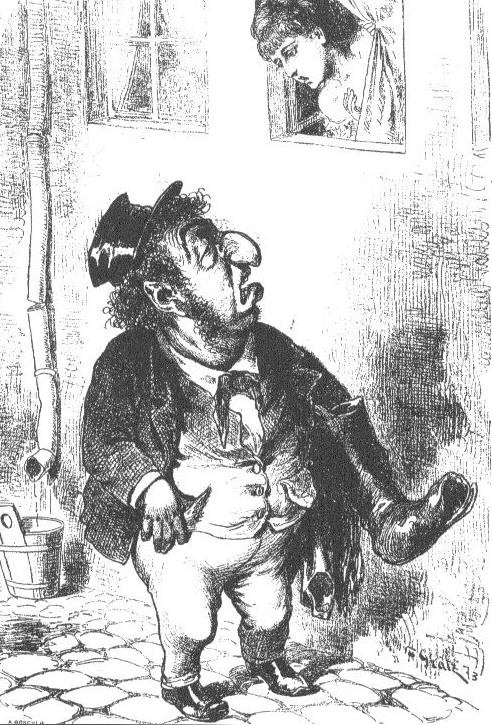
Caricatură din 1873 care înfățișează un "baron" evreiesc stereotip redus la un cerșetor la scurt timp după prăbușirea Bursei de Valori din Viena care hărțuiește o fată europeană.

Antisemitismul este o atitudine (educațională, politică, socială, religioasă, etc.) ostilă față de evrei exclusiv, pentru că sunt evrei. Termenul („Antisemitismus”) a fost lansat în 1879 de jurnalistul german Wilhelm Marr (1819-1904) într-o broșură propagandistă antisemită. Antisemitismul se propagă sub diverse forme: scrieri și învățături religioase care proclamă fie pentru că evreii sunt deicizi (că l-au omorât pe Hristos), inferioritatea lor ca rasă, sau pentru „lipsa lor de umanitate și pericolul pe care îl constituie pentru popoarele în cadrul cărora trăiesc”, de exemplu, cartea lui Martin Luther „Evreii și minciunile lor”, carte în care Luther scria că evreii sunt otrăvitori de fântâni și ucigași de copii creștini răpiți sau, un alt exemplu, predicile (Omiliile) Sf. Ioan Gură de Aur (Hrisostom), în care acesta instiga și cita pe cei care instigau la ură religioasă contra evreilor. Antisemitismul include opinii stereotipe și prejudecăți care pot merge de la încercarea de a-i discrimina, izola și oprima pe evrei, până la violența fizică contra lor.
Antisemitismul este o formă de rasism, de xenofobie și de intoleranță etnico-religioasă. 
Pentru unii autori, precum François de Fontette, antisemitismul nu este o ură ventrală, într-o permanentă căutare de pretexte, ci trebuie delimitat de critica academică a iudaismului, demers fără de care cea mai mare parte din literatura modernă de istoria religiilor, cea din statul Israel contemporan inclusiv, ar fi și ea „antisemită”. Cum a declarat în parlamentul francez deputatul evreu Alfred Naquet, dacă antisemitismul ar însemna doar discuția pe tema și respingerea dogmei religiei iudaice, atunci chiar și evreii seculari - cum era el însuși - ar fi și ei „antisemiți”.

## Motive
Atitudinile antisemite au avut la bază dezacordul privind creșterea influenței politice și economice a evreilor în diverse state. Evrei comercianți eficienți au ajuns să dețină averi importante și, implicit, putere politică, fapt ce a crescut concurența cu populația locală. În Germania, după emanciparea de la 1848, cultivând educația și studiul, evreii au accedat în profesii liberale, ceea ce a amplificat ura populației catolice, populație care evita acest fel de educație din motive de Kulturkampf.

### Romanii
După ce le-au cotropit țara, evreii au dus lupte aprige contra romanilor, care s-au terminat prin înfrângerea și expatrierea lor pentru 2000 de ani.

### Rolul Bisericii Creștine
O problemă majoră reprezintă concurența, discrepanța, ostilitatea și chiar ura dintre cele trei religii abrahamice, iudaismul, creștinismul și islamul, dintre care principala victimă a fost și este populația cea mai dispersată și mai redusă numeric. Încă din primele zile ale creștinismului, adepții ne-evrei ai acestuia i-au detestat pe evrei deoarece nu îl recunoșteau pe Iisus din Nazaret ca fiind Mesia, Fiul lui Dumnezeu.
„Evreii însă nu doreau să aibă de-a face cu paulinismul. Ei rămăseseră la opinia că poate exista un singur Dumnezeu. Doctrina lui Pavel a devenit doctrina oficială a creștinătății ne-evreiești. Pavel s-a răzbunat pe încăpățânarea evreilor, o răzbunare care nu și-a pierdut din puteri nici în ziua de azi. Atunci când el, contrar promisiunii sale făcute în Ierusalim, a predicat în sinagoga din Corint iar pe evreii care nu voiau să-i accepte învățătura i-a blestemat: „Sângele vostru să cadă asupra capului vostru; eu sunt curat. De acum încolo, mă voi duce la Neamuri.” (Apostolilor 18:6) Acest blestem a dus, prin intermediul Bisericii și mai ales al Bisericii Catolice, până la marea exterminare. Conform acestei anateme, „drumul către Damasc duce direct la Auschwitz” (concluzia care se impune este că evreii sunt ei singuri vinovați de exterminarea prea cuvenită, a 6.000.000, ca o condamnare Cerească infailibilă).”—Manuel van Loggem, „Godsdienst is opium tegen de dood” în Martin van Amerongen (red.) Sceptici over de Schrift.

## Evul Mediu
În Evul Mediu a început crearea de ghettouri în care evreii erau forțați să locuiască. Printre primele și cu existența cea mai lungă dintre ghetto-uri, a fost renumitul ghetto creat de Papa Paul al IV-lea (în 1555), căci consecutiv instituirii lui, papalitatea a menținut timp de secole ceea ce va fi cunoscut de istorie ca "ghetto-ul roman", el fiind un model precursor cu veacuri înainte al planului de segregare și discriminare nazistă, fiind desființat doar odată cu ocuparea Romei de către Armata populară sprijinită de trupele lui Napoleon în 1870. 
În Evul Mediu, au apărut miturile contra evreilor precum otrăvirea fântânilor și a râurilor, acuza de omor ritual prin uciderea de copii creștini în scopul preparării cu sângele lor de azime pascale - independent de faptul bine cunoscut că evreilor le este strict interzisă adăugirea de sânge în mâncare din motive rituale de cașer - și transformarea în diavoli, vrăjitoare și alte ființe satanice. O credință extrem de răspândită și persistentă era și aceea exprimată de ideea „evreului rătăcitor” (der ewige Jude, le juif errant, the wandering jew), care fusese blestemat să străbată mereu pământul în lung și-n lat.

## Antisemitismul modern în diferite țări

### Israel
Și în Israel există antisemiți, în general, emigrați în cadrul unor familii de evrei amestecate dar, sunt și rare cazuri de  evrei care au adoptat stereotipuri antisemite dominante în societățile non-iudaice în căre aceștia au trăit sau, mai trăiesc.

### România
În opinia cercetătorilor, cauzele antisemitismului românesc sunt similare cauzelor celorlalte antisemitisme europene. 
Inițial, ca peste tot în Europa, dogma creștină a reprezentat o sursă importantă de legitimare a atitudinilor și gesturilor antisemite. 
În epoca modernă s-au alăturat alți factori convingerilor religioase în ațâțarea urii contra evreilor. Studiile sociologice pun astfel accentul în explicarea exacerbării antisemitismului de la o perioadă la alta a istoriei României, pe factorii politici și sociali, cum sunt de exemplu integritatea teritorială ori amputările teritoriale suferite de statul român, sau sărăcia majorității românești în condițiile populării importante a pozițiilor superioare în societate de către elementul etnic/religios evreiesc, care pe la mijlocul perioadei interbelice, controla în țară majoritatea capitalului privat în exporturi, transporturi, asigurări, textile, pielărie, electrochimice, chimice, hotelărie, imprimerie și edituri. Deși reprezentau doar 4,2 procente din populația totală, evreii constituiau totuși 30,1 procente din populația urbană a Bucovinei, Basarabiei și Moldovei, și 14,3 procente din populația urbană totală. Astfel că în orașe precum Chișinău și Cernăuți, unde evreii reprezentau 52,6 procente, respectiv 44,9 procente din populația totală a orașului, cele mai multe inscripții comerciale erau în caractere ebraice. Chiar și în Vechiul Regat, populația evreiască a Iașului, cel mai mare oraș al Moldovei, reprezenta 42 procente din total. Ca și în Ungaria vecină, evreii aveau o disproporționată vizibilitate economică și socială: în textile 80 de procente dintre ingineri erau evrei, în rândurile medicilor militari evreii reprezentau 51,3 procente din total, în timp ce printre jurnaliști regatului român, evreii reprezentau 70 procente din total.
În lupta de clasă între boierimea medievală și burghezia care se ridica, minoritatea evreiască a fost folosită (în opinia unor cercetători) de către clasa feudală română ca o armă împotriva ascensiunii burgheziei autohtone. În aceeași notă a antisemitismului apărut pe fondul fricțiunilor cu origini economice și al concurenței între indivizi, istoricul occidental Francisco Veiga raportează (în lucrarea Istoria Gărzii de Fier - Mistica Ultranaționalismului (Humanitas 1995), la p. 64) intensa frustrare și tensiunile pe care le provoca în rândurile tinerilor români (în majoritate săraci, fii de țărani sau copii de boieri și ei scăpătați de reforma agrară (1921) postbelică), concurența pe care le-o făceau studenții evrei, care în general proveneau din vechi familii urbanizate, de profesioniști, preponderent mai înstărite și mai educate decât cele ale tinerilor studenți români; studenții evrei aveau astfel randamente academice ridicate, asta constituind un motiv suficient pentru invidie din partea românilor: pe acest fond al concurenței acerbe (imediat după război, numărul studenților se împătrise în universitățile românești în raport cu ultimul an al perioadei antebelice!) pentru o diplomă, o carieră și astfel un loc potențial mai bun în societate, au avut loc în 1922 și fricțiunile provocate la facultatea de medicină a Universității din Cluj de penuria de cadavre donate; întregul corp studențesc al facultății de medicină învăța servindu-se de cadavrele furnizate de majoritatea românilor (creștini); minoritatea evreiască avea la acel moment reticențe motivate pe considerente religioase în legătură cu disecția cadavrelor evreiești; Protestele provocate de această situație inechitabilă au fost prompt recuperate și speculate politic de mișcarea legionară a lui Zelea Codreanu.
Din totalul studenților la farmacie și medicină, evreii constituiau 30-40 procente, în timp ce din totalul global al studențimii, evreii reprezentau 15 procente. În București, reprezentau aproximativ 80 procente din totalul angajaților în bănci sau întreprinderi comerciale, 40 procente din totalul avocaților și 99 procente din totalul agenților de bursă.
Pentru preponderența elementului etnic și religios evreiesc în elita economică și intelectuală a României (și a altor țări europene tarate și ele de antisemitism în anumite perioade istorice), pot fi propuse diverse explicații raționale: astfel, pentru evrei alfabetizarea a fost de la un punct încolo în istoria lor o cvasi-obligație religioasă: școlile alfabetizau tinerii pentru a le da astfel acces la Scriptură (și mai târziu la ampla literatură religioasă conexă), cultura religioasă reprezentând pentru o populație dispersată și aflată în exil, unica modalitate rămasă de a-și păstra identitatea în timp și spațiu. Această deschidere salutară pentru educarea (religioasă a) maselor, contrastează puternic cu situația din lumea creștină de până la Reformă, în care citirea Bibliei era un privilegiu păzit cu gelozie al oamenilor bisericii. 
Pe de altă parte, statutul de minoritate este admis a stimula în rândurile membrilor ei dorința de reușită ca și solidaritatea. 
O lungă perioadă, în Europa, orașul a fost unicul focar de educație, drept pentru care apare ca natural că o populație interesată de școală să tindă să se stabilească mai ales în zonele urbane, unde, deloc întâmplător, dat fiind că concentrează cunoaștere, concentrează și putere, și bogăție. 
Interdicția religioasă și politică, la care evreii au fost supuși atât în Est ca și în Vest (interdicția de a poseda, cumpăra sau vinde pământ, sau interdicția de a practica anumite meserii), e și ea în mod evident o altă explicație a concentrării evreilor în arii de activitate care o separau de majoritățile agricole ale statelor europene. Pe de altă parte, nici în orașe n-au fost scutiți de discriminări, căci în diverse perioade și țări, școala le-a rămas inaccesibilă. Cu toate astea, atunci când porțile acesteia le-au fost în fine deschise, au știut să profite de această șansă mai bine chiar decât majoritatea; Aly Goetz, de exemplu, relatează în lucrarea “De ce nemții? De ce evreii?”, că în anii de după reformele liberale de la începutul sec. al XIX-lea din Prusia, evreii au știut să profite de deschidere și să-și trimită în masă copii în școli, în timp ce la creștini, o populație în majoritate încă analfabetă în acel moment, părinții și preoții mai pretindeau - și încă au mai pretins până pe la începutul secolului al XX-lea! - că “cititul strică vederea” (“lesen verdirbt die Augen”).
Rețeaua de relații transfrontaliere pe care evreii, ca populație dispersată și continuu alungată, au reușit în mod spontan s-o constituie și mențină, a fost și ea de natură să le faciliteze succesul comercial și intelectual, și, în general, să le ofere o perspectivă pragmatică, cosmopolită, asupra realităților politice și economice. 
Etosul unei populații cu o istorie (și deci cultură scrisă) multimilenară, și cu rădăcini geografice în Orientul în care a apărut prima dată sedentarizarea (și odată cu ea civilizația), ba fiind chiar o populație cu rădăcini lingvistice care îi leagă de cei care au dăruit umanității, cândva, acum milenii, scrierea alfabetică, este, în sine, mai mult decât suficient pentru a explica atât interesul pentru educație, cât și succesul intelectual și economic, al membrilor evreimii. 
Fapt rămâne că independent de raționalizările care se pot propune drept explicații acestui fenomen al elitizării evreimii în istoria modernă a României (proces petrecut înainte și în alte țări europene), el este un dat sociologic cu rol de cauză confirmată a antisemitismului.
Radu Ioanid, directorul Diviziei de Programe Arhivistice Internaționale de la Muzeul Holocaustului din Washington afirma: „În anul 2007, cam 30% dintre români spuneau că evreii își merită soarta pentru că l-au răstignit pe Iisus Hristos. Există un antisemitism de tip tradițional, bazat pe niște clișee care provin din zone mai puțin educate și poate chiar din zona unor preoți ortodocși”.

### Rusia
Parlamentarul rus Oleg Bolaceov, delegat al partidului „Rusia Unită” a declarat în anul 2014 în Parlamentul Rusiei despre evrei: „Voi ați distrus țara noastră în 1917 și tot voi ați dus la destrămarea statului nostru în 1991”.

## Antisemitismul în cultura populară
În sitcomul animat pentru adulți South Park, unul dintre protagoniști, Eric Cartman, este un antisemit autodeclarat care îl batjocorește și îl intimidează mereu pe Kyle Broflovski doar pentru că este evreu și chiar îmbrăcat ca Hitler într-un episod.
În filmul The Believer din 2001, protagonistul însuși este evreu și alege în mod ipocrit să devină un skinhead neo-nazist.
Filmul The Boy in the Striped Pyjamas din 2008 este despre fiul unui ofițer SS care începe o prietenie improbabilă cu un băiat prizonier evreu de aceeași vârstă în timpul ocupației naziste a Poloniei.